# Area metropolitana di New York

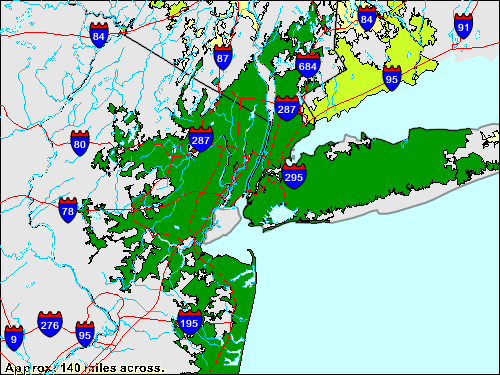
La zona su cui si estende l'area metropolitana di New York

L'area metropolitana di New York è un'area metropolitana degli Stati Uniti d'America comprendente la città di New York, Long Island e alcune contee dello Stato di New York, del New Jersey, del Connecticut e della Pennsylvania. Al suo interno si trovano le cinque città più popolose del New Jersey (Newark, Jersey City, Paterson, Elizabeth ed Edison) e sei delle sette città più popolose del Connecticut (Bridgeport, New Haven, Stamford, Waterbury, Norwalk e Danbury).
Dal punto di vista statistico, l'Ufficio per la gestione e il bilancio distingue la New York-Newark-Jersey City, NY-NJ-PA Metropolitan Statistical Area, e la più ampia New York–Newark, NY–NJ–CT–PA Combined Statistical Area. La seconda al 2015 contava 23 723 696 abitanti, che la rendono la maggiore area metropolitana degli Stati Uniti e la quinta del mondo.
La regione è parte della più ampia conurbazione definita Northeast megalopolis o BosWash.

## Geografia

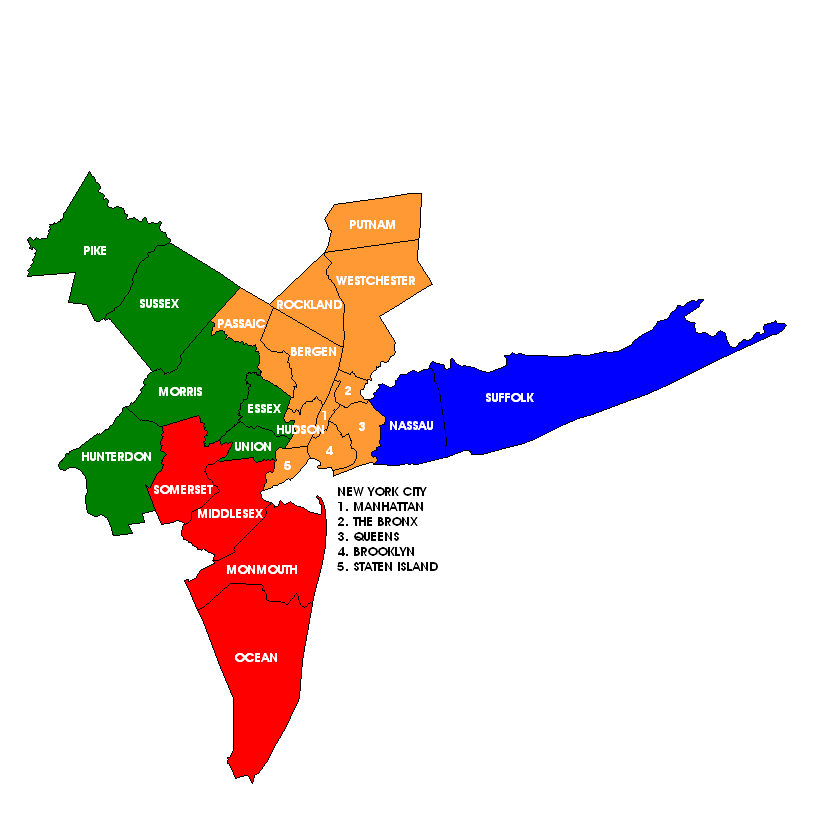
Le contee che formano la New York-Newark-Jersey City, NY-NJ-PA MSA

L'area comprende New York, Long Island, il New Jersey, sei contee dello Stato di New York a nord della città, la parte sud-occidentale del Connecticut e una parte dello stato della Pennsylvania.
L'area è spesso suddivisa nelle seguenti sottoregioni: 
- New York City
- Long Island
- North Jersey
- Central Jersey
- Hudson Valley
- Western Connecticut
- Lehigh Valley
- Sud e Est Poconos

## Le contee
Stato di New York
- Queens
- Bronx
- Kings
- Staten Island
- New York
- Westchester
- Rockland
- Orange
- Suffolk
- Nassau
- Putnam
- Dutchess

Stato del New Jersey
- Bergen
- Hudson
- Middlesex
- Monmouth
- Ocean
- Passaic
- Essex
- Union
- Morris
- Somerset
- Sussex
- Hunterdon
- Warren
- Mercer

Stato del Connecticut
- Fairfield
- New Haven
- Litchfield

Stato della Pennsylvania
- Pike
- Monroe